# Консулов Анатолій Дмитрович

Житловий будинок на вулиці Городоцькій у Львові

Готель «Львів»

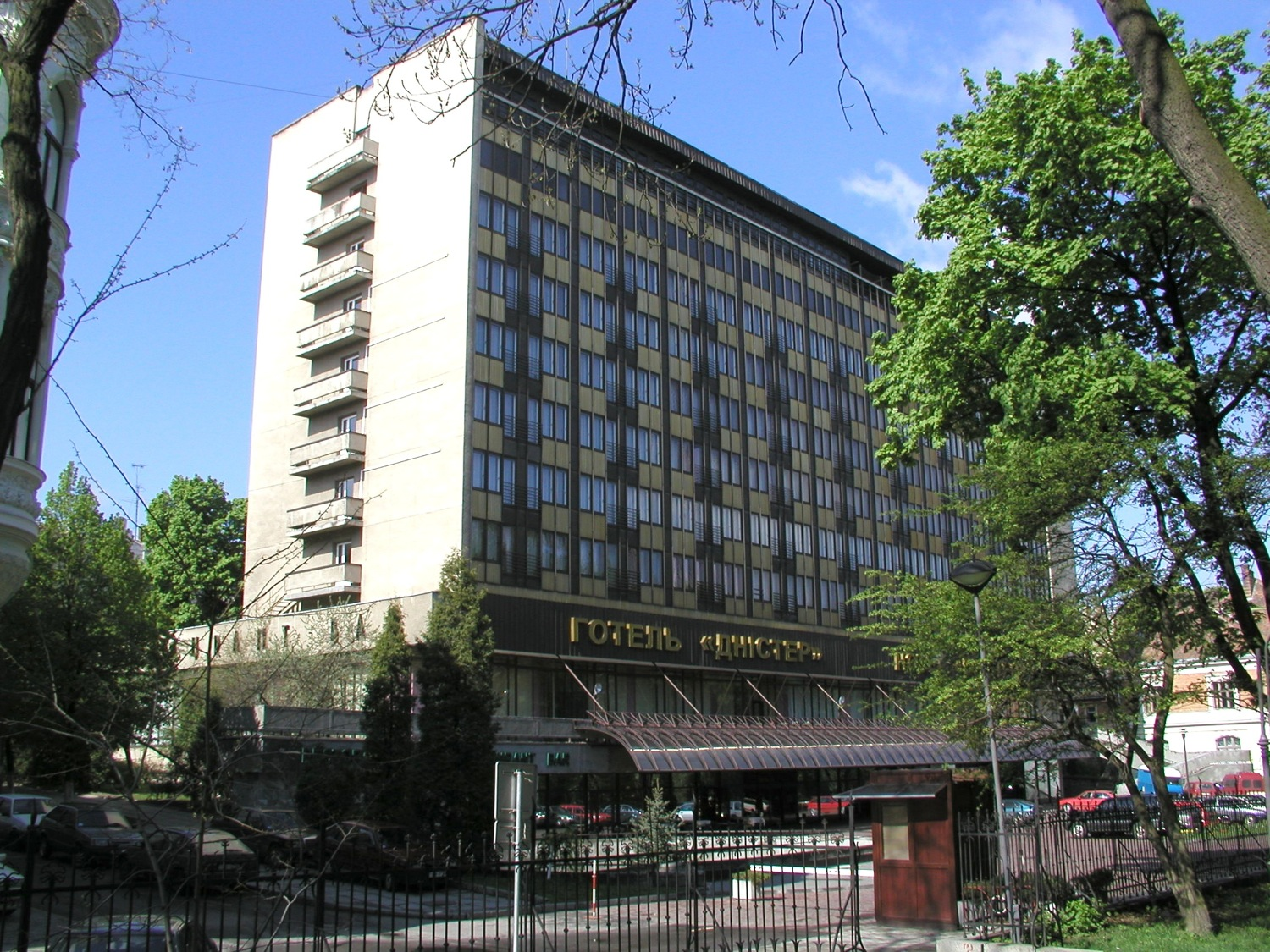
Готель «Дністер»

Монумент бійцям 1-ї Кінної Армії

Анато́лій Дми́трович Ко́нсулов (31 жовтня 1924, Київ — 28 січня 1986, Москва) — архітектор, художник, заслужений архітектор УРСР.

## Біографія
Народився 31 жовтня 1924 у Києві. Середню освіту здобув у Одесі в школі імені Столярського. Навчався у Московському архітектурному інституті в 1943—1947 роках. Продовжив навчання і отримав диплом 1948 року у Львівському політехнічному інституті. Професійну діяльність розпочав у Львівському обласному проєктному інституті. Працював керівником групи архітекторів львівського відділення інституту Діпромісто. Від 1952 року член Спілки архітекторів УРСР 1972 року обраний за конкурсом доцентом кафедри проектування меблів та інтер'єру у Львівському інституті прикладного і декоративного мистецтва. 1976 року отримав звання Заслуженого архітектора УРСР. 1978 року відзначений Державною премією імені Тараса Шевченка. Автор понад 100 проєктів, з яких 80 реалізовано. Від 1957 року працював у стилі нової хвилі львівського функціоналізму. Здобув ряд нагород на конкурсах проєктів. Захоплювався графікою, проектував предмети повсякденного вжитку. Помер у Москві. Похований на полі № 7 Личаківського цвинтаря у Львові. Дружина Муза Консулова та донька Наталія — також архітектори.

## Роботи у Львові
- Участь у проєктуванні Пагорба Слави у 1948—1952 роках. Співавтори Андрій Натальченко, Генріх Швецький-Вінецький.
- Житловий будинок на розі вулиць Городоцької та Ярослава Мудрого (1952, співавтор Ярослав Назаркевич).
- Участь у проектуванні Парку культури. Зокрема спроектував зелений театр (1952—1953 у співавторстві), тимчасові павільйони сільськогосподарської виставки (1953—1954). Театр та павільйони не збереглися.
- Житлові мікрорайони у Львові, забудовані житловими будинками за типовими проектами. Зокрема між нинішніми вулицями Любінською, Виговського і Городоцькою (1957—1964, співавтор Людмила Нівіна), квартали на вулицях Каховській і Городоцькій (1958—1964, співавтори Павло Конт, Людмила Нівіна).
- Готель «Львів» на нинішньому проспекті Чорновола, 5 (1965, співавтори Павло Конт, Людмила Нівіна). За основу взято типовий проект готелю на 400 місць, який було розширено з боку вулиці Зернової, кількість місць доведено до 685.
- Пам'ятник на могилі архітектора Генріха Швецького-Вінецького на Личаківському цвинтарі (1966).[3]
- Житловий будинок на нинішній площі Петрушевича (1965—1967).
- Дитяча кав'ярня у Стрийському парку (1960-ті).
- Готель «Дністер» на вулиці Матейка, 6, спроєктований у 1970 році, будівництво завершене у 1982 році (співавтори Людмила Нівіна, Ярослав Мастило).
- Комплекс Західного наукового центру АН України на вулиці Науковій. Це зокрема корпуси фізико-механічного (1960—1962), геофізичного (1964), радіотехнічного (1971—1973) інститутів. Співавтори Олег Радомський, Борис Кузнецов.
- Пам'ятник Іванові Федорову (1977, співавтори скульптори Валентин Борисенко, Валентин Подольський).[4]
- Пам'ятник борцям за Владу Рад на площі Ангелів (1980, скульптор Йосип Садовський).[5]
- Будинки на вулиці Юрія Руфа.
- Проєкт реконструкції фонтану на площі Міцкевича (співавтор — скульптор Євген Дзиндра)[6].

## Роботи в інших населених пунктах
- Пам'ятник Володимирові Леніну у Самборі на колишній вулиці Переяславській, тепер Шухевича (1966, скульптори Валентин Борисенко, Валентин Подольський).[7]
- Архітектурна частина пам'ятника Іванові Франку в Дрогобичі (1966, співавтори архітектор Ярослав Новаківський, скульптори Еммануїл Мисько, Василь Одрехівський, Яків Чайка).[8]
- Пам'ятник першим комсомольцям у селі Яструбичі (1968, скульптори Валентин Борисенко, Олександр Майко).[9]
- Меморіальний ансамбль у селі Грузевиця (1968, скульптор Луїза Штеренштейн).[10]
- Пам'ятник радянським солдатам, партизанам і підпільникам, загиблим у Другій світовій війні, місто Камінь-Каширський (1969, скульптори Дмитро Крвавич, Богдан Романець).[11]
- Пам'ятник Герою Радянського Союзу С. С. Пустельникову в селі Варяж (1970, скульптор Олександр Майко).[12]
- База відпочинку «Карпати» у Брюховичах під Львовом (1971).
- Пам'ятник радянським солдатам у Золочеві Львівської області (1974, скульптори Валентин Борисенко і Валентин Подольський).[13]
- Пам'ятник льотчику Леонідові Бутеліну в селі Задністрянське (1974, кована мідь, скульптор Валентин Усов).[14] У деяких джерелах пам'ятник значиться в сусідньому селі Бовшів.[15]
- Пам'ятник бійцям Першої кінної армії між селищем Олесько та селом Хватів (1976, скульптори — Валентин Борисенко, Казимир Маєвський,[16], інженер-конструктор — Г. Шевчук; є також версія про 1975 рік[17]).
- Пам'ятник хотинським повстанцям 1919 року в Хотині (1977, скульптори Валентин Борисенко, Валентин Подольський).[18]
- Пам'ятник прикордонникові Г. Варавину в селі Шегині (1978, скульптор Яків Чайка).[19]
- Пам'ятник Володимирові Леніну на площі Ринок у Самборі (1979, скульптор Йосип Садовський).[9]
- Пам'ятники загиблим землякам у селах Угри (1970, скульптор Борис Ситников)[8], Паликорови (1972, скульптор Володимир Ушаков)[20], Зарічне Жидачівського району (1974, скульптор Зінаїда Расіна)[21], Дуліби Стрийського району (1980, скульптор Петро Фліт).[22]
- Пам'ятник Клименту Ворошилову в Буську (1980, скульптор Валентин Подольський).[23]
- Пам'ятник Григорію Котовському у смт Красне Буського району (1980, скульптор Олександр Пилєв).[23]
- Пам'ятник радянським солдатам у Білій Церкві (1986, скульптори Валентин Борисенко і М. Білик).[24]
- Відпочинковий комплекс у Трускавці, що складався із курзалу, харчового і спального корпусів.
- 6-метровий пам'ятник шахтареві при в'їзді до Червонограда (кована мідь, скульптор Йосип Садовський).[25]
- Пам'ятник Володимиру Леніну в Бориславі (скульптори Валентин Борисенко, Валентин Подольський).[26]

## Графічні роботи
Як графік, Анатолій Консулов виконав численні серії рисунків (акварель, сепія, туш), переважно архітектурні краєвиди, замальовки міських споруд та пам'ятників народного будівництва (серія «Дерев'яні українські церкви», 1971—1972). Серед його краєвидів Львова — рисунки «Каплиця Боїмів», «Успенська церква», «Мадонна перед костелом св. Антонія», «Костел св. Марії-Маґдалини», «Фонтан на площі Міцкевича» (усі — 1955), «Подвір'я Королівського арсеналу», «Костел бернардинів», «Костел св. Миколая», «Площа Міцкевича» (усі — 1985). 

## Пам'ять
Деякі реалізовані проєкти Анатолія та Музи Консулових, створені у 1940-1960-х роках, стали предметом виставки «Фототектура модернізму», що відбулася 2 липня 2019 року в Центрі міської історії Центрально-Східної Європи. В експозиції представлено фотороботи восьми авторів, відзняті під час воркшопу, що проходив там само у липні й жовтні 2018 року й опирався на сімейний архів родини Консулових. Крім того, виставку супроводжує серія публічних дискусій, екскурсій, презентацій та фотопленерів.